# سيم بولار
سيم بولار (بالإنجليزية: Sim Bhullar)‏ مواليد 2 ديسمبر 1992 في تورونتو، هو لاعب كرة سلة محترف كندي بدأ مسيرته الاحترافية في سنة 2014 ويحمل الرقم 34. يبلغ طوله 7 قدم 5 بوصة (2.3 م). لعب في الرابطة الوطنية لكرة السلة.

## إحصائيات المسيرة

### الموسم الاعتيادي
| السنة   | الفريق         | لعب | بدأ | دقيقة | ميداني% | ثلاثية | حرة  | ارتداد | صنع | استلاب | تصدي | نقطة |
| ------- | -------------- | --- | --- | ----- | ------- | ------ | ---- | ------ | --- | ------ | ---- | ---- |
| 2014–15 | سكرامنتو كينغز | 3   | 0   | 1.0   | .500    | .000   | .000 | .3     | .3  | .0     | .3   | .7   |
| المسيرة |                | 3   | 0   | 1.0   | .500    | .000   | .000 | .3     | .3  | .0     | .3   | .7   |

## روابط خارجية
- سيم بولار على موقع الاتحاد الدولي لكرة السلة (الإنجليزية)
- سيم بولار على موقع إن بي أي (الإنجليزية)
- سيم بولار على موقع الدوري التايواني الممتاز لكرة السلة (الصينية)
- سيم بولار على موقع دوري السوبر التايواني لكرة السلة (الصينية)
- سيم بولار على موقع سبورتس رفرنس (الإنجليزية)
- سيم بولار على موقع كرة السلة الأوروبية.كوم (الإنجليزية)
- سيم بولار على موقع إي إس بي إن.كوم (الإنجليزية)
- سيم بولار على موقع كلية كرة السلة في سبورتس رفرنس.كوم (الإنجليزية)
- سيم بولار على موقع ريلجم (الإنجليزية)
- سيم بولار على موقع بروبوليرز (الإنجليزية)